# Muta, Anhui
Muta är en socken i östra Kina. Den ligger i Dongzhi härad i staden Chizhou i provinsen Anhui, omkring 230 kilometer söder om provinshuvudstaden Hefei. Antalet invånare är 14 037. Befolkningen består av 6 724 kvinnor och 7 313 män. Barn under 15 år utgör 16,0 %, vuxna 15-64 år 73 %, och äldre över 65 år 9,0 %.